# Isidoro Máiquez
Isidoro Máiquez (Cartagena, 17 marzo 1768 – Granada, 18 marzo 1820) è stato un attore teatrale spagnolo.

## Biografia
Dopo l'esordio a Madrid nel 1791, divenne celebre come tragico interprete dell'Otello di William Shakespeare.